# Sudamericano de Futsal Sub-20 de 2006
El Sudamericano de Futsal Sub-20 de 2006 fue la segunda edición del campeonato continental de Sudamérica para equipos Sub-20 de fútbol de salón.
Se jugó entre el 22 de octubre al 29 de octubre de 2006 en la ciudad venezolana de San Cristóbal en el Gimnasio "Campeones Mundiales del 97", Brasil retuvo el título obtenido 2 años atrás en Fortaleza, batiendo en la final a Argentina por 2-0. en la definición de tercer puesto el dueño de casa Venezuela venció a Uruguay por 5-2.

## Equipos participantes
| Argentina | Paraguay  |
| Brasil    | Perú      |
| Colombia  | Uruguay   |
| Ecuador   | Venezuela |

## Primera fase

### Grupo A
| Grupo A   | Pts | PJ | PG | PE | PP | GF | GC | Dif |
| --------- | --- | -- | -- | -- | -- | -- | -- | --- |
| Brasil    | 9   | 3  | 3  | 0  | 0  | 16 | 5  | +11 |
| Argentina | 6   | 3  | 2  | 0  | 1  | 5  | 4  | +1  |
| Ecuador   | 3   | 3  | 1  | 0  | 2  | 13 | 13 | 0   |
| Paraguay  | 0   | 3  | 0  | 0  | 3  | 7  | 19 | -12 |

| 2006 | Argentina | 2:0 | Ecuador | Gimnasio Campeones Mundiales del 97, San Cristóbal |  |

| 2006 | Brasil | 5:3 | Paraguay | Gimnasio Campeones Mundiales del 97, San Cristóbal |  |

| 2006 | Brasil | 9:2 | Ecuador | Gimnasio Campeones Mundiales del 97, San Cristóbal |  |

| 2006 | Argentina | 3:2 | Paraguay | Gimnasio Campeones Mundiales del 97, San Cristóbal |  |

| 2006 | Paraguay | 2:11 | Ecuador | Gimnasio Campeones Mundiales del 97, San Cristóbal |  |

| 2006 | Brasil | 2:0 | Argentina | Gimnasio Campeones Mundiales del 97, San Cristóbal |  |

### Grupo B
| Grupo B   | Pts | PJ | PG | PE | PP | GF | GC | Dif |
| --------- | --- | -- | -- | -- | -- | -- | -- | --- |
| Venezuela | 7   | 3  | 2  | 1  | 0  | 10 | 2  | +8  |
| Uruguay   | 4   | 3  | 1  | 1  | 1  | 4  | 8  | -4  |
| Colombia  | 3   | 3  | 1  | 0  | 2  | 8  | 7  | +1  |
| Perú      | 3   | 3  | 1  | 0  | 2  | 10 | 15 | -5  |

| 2006 | Perú | 6:1 | Uruguay | Gimnasio Campeones Mundiales del 97, San Cristóbal |  |

| 2006 | Venezuela | 2:0 | Colombia | Gimnasio Campeones Mundiales del 97, San Cristóbal |  |

| 2006 | Uruguay | 2:1 | Colombia | Gimnasio Campeones Mundiales del 97, San Cristóbal |  |

| 2006 | Venezuela | 7:1 | Perú | Gimnasio Campeones Mundiales del 97, San Cristóbal |  |

| 2006 | Colombia | 7:3 | Perú | Gimnasio Campeones Mundiales del 97, San Cristóbal |  |

| 2006 | Venezuela | 1:1 | Uruguay | Gimnasio Campeones Mundiales del 97, San Cristóbal |  |

## Fase final

### Cuadro de desarrollo
|  | Semifinales           | Semifinales           |           |        | Final                 | Final                 |  |
|  | 26 de octubre de 2006 | 26 de octubre de 2006 |           |        | 28 de octubre de 2006 | 28 de octubre de 2006 |  |
|  |                       |                       |           |        |                       |                       |  |
|  |                       |                       |           |        |                       |                       |  |
|  | Brasil                | 5                     |           |        |                       |                       |  |
|  | Brasil                | 5                     |           |        |                       |                       |  |
|  | Uruguay               | 1                     |           |        |                       |                       |  |
|  | Uruguay               | 1                     |           | Brasil | 2                     |                       |  |
|  |                       |                       |           | Brasil | 2                     |                       |  |
|  |                       |                       | Argentina | 0      |                       |                       |  |
|  | Venezuela             | 1                     | Argentina | 0      |                       |                       |  |
|  | Venezuela             | 1                     |           |        |                       |                       |  |
|  | Argentina             | 5                     |           |        | Tercer lugar          | Tercer lugar          |  |
|  | Argentina             | 5                     |           |        | Tercer lugar          | Tercer lugar          |  |
|  |                       |                       |           |        |                       |                       |  |
|  |                       |                       |           |        | Uruguay               | 2                     |  |
|  |                       |                       |           |        | Uruguay               | 2                     |  |
|  |                       |                       |           |        | Venezuela             | 5                     |  |
|  |                       |                       |           |        | Venezuela             | 5                     |  |
|  |                       |                       |           |        |                       |                       |  |

### Semifinales
| 26 de octubre de 2006, 18:00 | Brasil | 5:1 | Uruguay | Gimnasio Campeones Mundiales del 97, San Cristóbal |  |

| 26 de octubre de 2006, 19:30 | Venezuela | 1:5 | Argentina | Gimnasio Campeones Mundiales del 97, San Cristóbal |  |

### Tercer lugar
| 27 de octubre de 2006, 19:30 | Venezuela | 5:2 | Uruguay | Gimnasio Campeones Mundiales del 97, San Cristóbal |  |

### Final
| 28 de octubre de 2006, 8:30 | Brasil | 2:0 | Argentina | Gimnasio Campeones Mundiales del 97, San Cristóbal |  |

|                            |
| Bandera de Brasil          |
| Campeón Brasil 2.do Título |

## Tabla general
| Pos. | Equipo    | Pts | PJ | PG | PE | PP | GF | GC | Dif. | Rend. |
| ---- | --------- | --- | -- | -- | -- | -- | -- | -- | ---- | ----- |
| 1    | Brasil    | 15  | 5  | 5  | 0  | 0  | 23 | 6  | +17  | 100%  |
| 2    | Argentina | 9   | 5  | 3  | 0  | 2  | 10 | 7  | +3   | 60%   |
| 3    | Venezuela | 10  | 5  | 3  | 1  | 1  | 16 | 9  | +7   | 66,6% |
| 4    | Uruguay   | 4   | 5  | 1  | 1  | 3  | 7  | 18 | -11  | 26,6% |
| 5    | Colombia  | 3   | 3  | 1  | 0  | 2  | 8  | 7  | +1   | 33,3% |
| 6    | Ecuador   | 3   | 3  | 1  | 0  | 2  | 13 | 13 | 0    | 33,3% |
| 7    | Perú      | 3   | 3  | 1  | 0  | 2  | 10 | 15 | -5   | 33,3% |
| 8    | Paraguay  | 0   | 3  | 0  | 0  | 3  | 7  | 19 | -12  | 0%    |